# Eleições legislativas portuguesas de 1865
As eleições legislativas portuguesas de 1865 foram realizadas no dia 8 de julho.

## Partidos
Os partidos que tiveram deputados eleitos foram os seguintes:
| Partido | Partido                              |
| ------- | ------------------------------------ |
|         | Comissão Eleitoral Progressista      |
|         | Anti-Comissão Eleitoral Progressista |

## Resultados
| ↓                               |                                      |
| 130                             | 47                                   |
| Comissão Eleitoral Progressista | Anti-Comissão Eleitoral Progressista |

|       | Comissão Eleitoral Progressista      | 74,0 / 100,0 | 130 / 177   |             |             |             |
|       | Anti-Comissão Eleitoral Progressista | 26,0 / 100,0 | 47 / 177    |             |             |             |
| Fonte | Fonte                                | [ 2 ] [ 3 ]  | [ 2 ] [ 3 ] | [ 2 ] [ 3 ] | [ 2 ] [ 3 ] | [ 2 ] [ 3 ] |

### Gráfico
| Gráfico dos resultados               | Gráfico dos resultados               | Gráfico dos resultados | Gráfico dos resultados | Gráfico dos resultados |
| ------------------------------------ | ------------------------------------ | ---------------------- | ---------------------- | ---------------------- |
|                                      |                                      |                        |                        |                        |
| Comissão Eleitoral Progressista      | Comissão Eleitoral Progressista      |                        | 74%                    | 74%                    |
| Anti-Comissão Eleitoral Progressista | Anti-Comissão Eleitoral Progressista |                        | 26%                    | 26%                    |